# Anfiteatro Municipal Humberto de Nito
El Anfiteatro Municipal Humberto de Nito es un anfiteatro ubicado en el Parque Urquiza de la ciudad de Rosario, provincia de Santa Fe, Argentina. Es una réplica de un teatro griego con capacidad para 23000 espectadores.
El proyecto fue realizado por los arquitectos Giménez Rafuls y Solari Viglieno quienes mediante una investigación y análisis del terreno, crearon su actual teniendo en cuenta la disposición de la barranca para lograr una acústica natural.
Las obras comenzaron durante la intendencia del Dr. José Lo Valvo (1951-1952) y continuaron durante el gobierno de intendente Luis Cándido Carballo (1958-1962) para finalmente inaugurarse durante la gestión de Pablo Benetti Aprosio, en 1971.
Durante los primeros años fue denominado Teatro Griego hasta que años más tarde recibió el nombre del compositor rosarino Humberto de Nito.

Muchos artistas importantes pasaron por este escenario.